# Bulbophyllum bowkettiae
Serpenticaulis bowkettiae là một loài phong lan thuộc chi Bulbophyllum mặc dù một vài nhà phân loại học gần đây xếp nó lại vào chi Serpenticaulis.
Đây là loài đặc hữu của Australia thấy ở Queensland trong dãy McIlwraith, và Big Tableland về phía sông Tully. Nó thường có ở độ cao 600-1200 mét nhưng kéo dài về phía khu vực đất thấp ven biển của Innisfail. Nó thường mọc phổ biến trên đá và các cây của các khu rừng mưa.